# Hypermastus epeterion
Hypermastus epeterion is een slakkensoort uit de familie van de Eulimidae. De wetenschappelijke naam van de soort is voor het eerst geldig gepubliceerd in 1889 door Melvill.